# Liste der Biografien/Weism
Liste der Biografien |
Portal Biografien |
Personensuche
# |
A |
B |
C |
D |
E |
F |
G |
H |
I |
J |
K |
L |
M |
N |
O |
P |
Q |
R |
S |
T |
U |
V |
W |
X |
Y |
Z |
?
 
Wa |
Wc |
Wd |
We |
Wh |
Wi |
Wj |
Wl |
Wn |
Wo |
Wr |
Ws |
Wt |
Wu |
Ww |
Wy |
Wz
 
Wea |
Web |
Wec |
Wed |
Wee |
Wef |
Weg |
Weh |
Wei |
Wej |
Wek |
Wel |
Wem |
Wen |
Weo |
Wep |
Wer |
Wes |
Wet |
Weu |
Wev |
Wew |
Wex |
Wey |
Wez
 
Weia |
Weib |
Weic |
Weid |
Weie |
Weif |
Weig |
Weih |
Weij |
Weik |
Weil |
Weim |
Wein |
Weip |
Weir |
Weis |
Weit |
Weix |
Weiz
 
Weisb |
Weisc |
Weisd |
Weise |
Weisf |
Weisg |
Weish |
Weisi |
Weisk |
Weisl |
Weism |
Weisn |
Weisp |
Weisr |
Weiss |
Weist |
Weisw |
Weisz
Die Liste der Biografien führt alle Personen auf, die in der deutschsprachigen Wikipedia einen Artikel haben. Dieses ist eine Teilliste mit 30 Einträgen von Personen, deren Namen mit den Buchstaben „Weism“ beginnt.

## Weism

### Weisma
- Weisman, Alan (* 1947), US-amerikanischer Journalist und Autor
- Weisman, Ben (1921–2007), US-amerikanischer Liedtexter
- Weisman, David (1942–2019), US-amerikanischer Filmproduzent-, Regisseur, Grafikdesigner und Filmschaffender
- Weisman, Greg (* 1963), US-amerikanischer Autor von Comics und Animationsserien
- Weisman, Joel (1943–2009), US-amerikanischer Mediziner, Arzt für Innere Medizin und forschender AIDS-Pionier
- Weisman, Jordan (* 1961), amerikanischer Unternehmer und Designer von Rollen- und Computerspielen
- Weisman, Kevin (* 1970), US-amerikanischer SchauspielerKevin Weisman (* 1970)

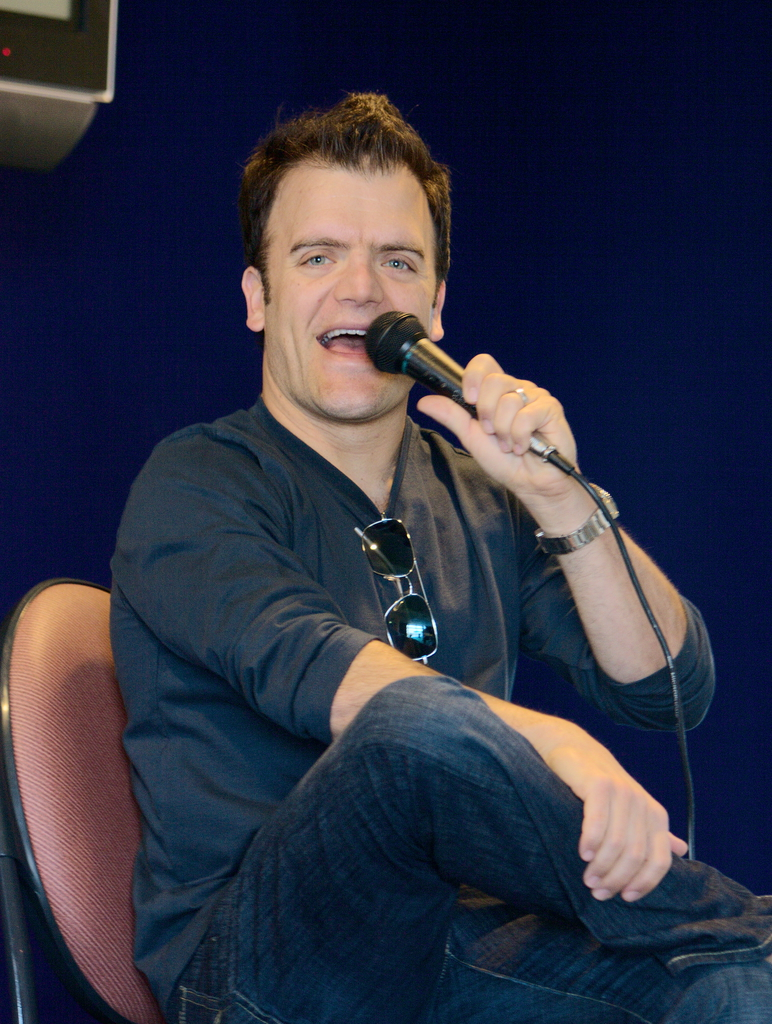
Kevin Weisman (* 1970)

- Weisman, Robin (* 1984), US-amerikanische Schauspielerin
- Weismann, August (1834–1914), deutscher Biologe und Evolutionstheoretiker
- Weismann, Augustus (1809–1884), deutsch-US-amerikanischer Apotheker und Politiker
- Weismann, Ehrenreich (1641–1717), evangelischer Geistlicher; Wörterbuch-Verfasser
- Weismann, Ernest H. (1901–1989), deutsch-US-amerikanischer Jurist
- Weismann, Gerd (* 1950), deutscher Kabarettist, Autor, Regisseur, Grafiker, Bildhauer, Fotograf und Maler
- Weismann, Immanuel (* 1683), deutscher Mediziner, Stadtphysicus in Bad Urach, Mitglied der Leopoldina
- Weismann, Itzchak (* 1961), israelischer Orientalist
- Weismann, Jakob (1854–1917), deutscher Jurist und Hochschullehrer
- Weismann, Johann Friedrich (1678–1760), deutscher Mediziner, erster Professor für Medizin an der Universität Erlangen
- Weismann, Jork (* 1970), österreichischer Mode- und Kulturfotograf
- Weismann, Julius (1879–1950), deutscher Komponist
- Weismann, Leopold (1905–1993), österreichischer Jurist und Politiker (ÖVP), Abgeordneter zum Nationalrat
- Weismann, Robert (1869–1942), deutscher Jurist und preußischer Beamter
- Weismann, Steffi (* 1967), Schweizer Künstlerin im Bereich Videokunst, Klangkunst und Performance
- Weismann, Wilhelm (1900–1980), deutscher Komponist und Musikwissenschaftler
- Weismann, Willi (1909–1983), deutscher Verleger
- Weismantel, Leo (1888–1964), deutscher SchriftstellerLeo Weismantel (1888–1964)

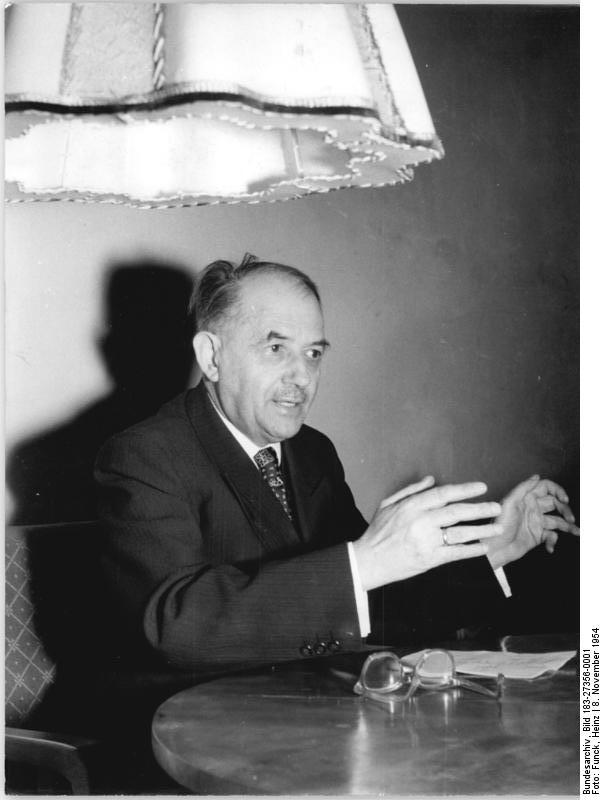
Leo Weismantel (1888–1964)

- Weismantel, Robert (* 1965), deutscher Mathematiker
- Weismayer, Josef (* 1936), österreichischer katholischer Theologe

### Weismu
- Weismüller, Christoph (* 1957), deutscher Philosoph und Hochschullehrer
- Weismüller, Emmerich (1837–1909), deutscher Unternehmer
- Weismüller, Otto (1866–1933), deutscher Verwaltungsbeamter und Landrat